# László Kamuti
László Kamuti (ur. 13 stycznia 1940 w Budapeszcie, zm. 27 sierpnia 2020 tamże) – węgierski szermierz, czterokrotny medalista mistrzostw świata.
Podczas mistrzostw świata w Turynie w 1961 roku Węgrzy w składzie: Ferenc Czvikovszky, Jenő Kamuti, László Kamuti, Kazmer Pacsery, Sándor Szabó i József Gyuricza zdobyli srebrny medal w zawodach drużynowych. Wynik ten powtórzył na mistrzostwach świata w Buenos Aires (1962), mistrzostwach świata w Moskwie (1966) i mistrzostwach świata w Ankarze (1970).
Wystartował na igrzyskach olimpijskich w Rzymie w 1960 roku, gdzie w turnieju indywidualnym odpadł w drugiej rundzie, a drużynowo był czwarty. Na rozgrywanych cztery lata później igrzyskach olimpijskich w Tokio drużynowo zajął siódme miejsce. Następnie wystąpił na igrzyskach olimpijskich w Meksyku, gdzie indywidualnie dotarł do drugiej rundy, a drużynowo był piąty. Brał też udział w igrzyskach olimpijskich w Monachium w 1972 roku, indywidualnie odpadając w drugiej rundzie, a drużynowo zajmując czwarte miejsce.
W latach 1961, 1963, 1965 i 1969 zdobywał indywidualne mistrzostwo kraju, a w latach 1957–1960, 1964 i 1969 zwyciężał drużynowo. Po zakończeniu kariery pracował Węgierskim Związku Szermierki oraz macierzystym klubie, BVSC.
Brat szermierza Jenő Kamutiego.